# Süßenrode
Süßenrode, polnisch Młodnik, ist eine Ortschaft in Oberschlesien. Sie liegt in der Gemeinde Murow im Powiat Opolski (Landkreis Oppeln) in der Woiwodschaft Oppeln, Polen. Es besitzt ein Schulzenamt.

## Geographie

### Geographische Lage
Süßenrode liegt ca. dreizehn Kilometer östlich vom Gemeindesitz in Murow sowie ca. 37 Kilometer nördlich der Kreisstadt und Woiwodschaftshauptstadt Oppeln. Der Ort liegt mitten in einem großen Waldgebiet mit Nadelbäumen, das zum Landschaftsschutzpark Stobrawski gehört.

### Nachbarorte
Westlich von Süßenrode liegt das Dorf Plümkenau (poln. Radomierowice). Östlich von Süßenrode liegt der Ort Nowa Bogacica (dt. Karlsgrund), welcher zur Gemeinde Kluczbork gehört.
Nordöstlich von Süßenrode liegt das zum Dorf gehörende Schulzenamt Bożejów (dt. Emilienhütte).

## Geschichte
Die Kolonie Süßenrode wurde 1772 im Rahmen der Friderizianischen Kolonisation durch den preußischen Staat in den großen Waldgebieten nördlich von Oppeln gegründet (Dombrowkaer Forstrevier). Zuständig war die Breslauer Kriegs- und Domänenkammer. Die Anlage erfolgte zeitgleich mit der unmittelbar benachbarten Kolonie Plümkenau.
In Süßenrode wurden 16 Kolonistenstellen als zweizeiliges Straßendorf angelegt. Die Kolonisten waren aufgrund des kargen Bodens auf Nebenerwerb angewiesen, wie die Holzschlägerei, die Belieferung der nahegelegenen Eisenhütten oder die Abfuhr des hier geschlagenen Holzes.
Der Ortsname Süßenrode geht auf den verdienten Oberforstmeister Süßenbach (1732–1772) zurück, zu dessen Ehren die Kolonie benannt wurde.
Der königlich preußische Kommissar Johann Hartmann Schuch besuchte im Mai 1772 die noch unfertige Siedlung Süßenrode und zählte für seine Friderizianischen Kolonistenverzeichnisse aus Schlesien 51 Kolonisten: 15 Männer, 14 Frauen und 22 Kinder, davon sechs Waisen.
Alle Erstkolonisten stammten aus Hessen, unter anderem aus den Orten Biedesheim, Ostheim sowie Büches. Die Wohnhäuser in der Kolonie waren noch nicht bezugsfertig, außerdem viele Kolonisten krank und nicht in der Lage, den die Kolonie umgebenden Wald zu roden. Bereits 1774 waren drei der 16 Koloniestellen mit Siedlern aus Groß-Polen, Oberschlesien und Sachsen nachbesetzt.
Im Jahr 1865 sind 17 Kolonisten- und 5 Häuslerstellen verzeichnet und es gab eine königliche Försterei.
Süßenrode gehörte dem Königlichen Rentamt Kupp im Landkreis Oppeln an. 1861 waren 70 Einwohner katholischer und 224 evangelischer Konfession. Zusammen mit Neuwedel gehörte Süssenrode dem evangelischen Kirchspiel Plümkenau an. Die katholischen Einwohner waren seit 1827 nach Alt Budkowitz eingepfarrt.

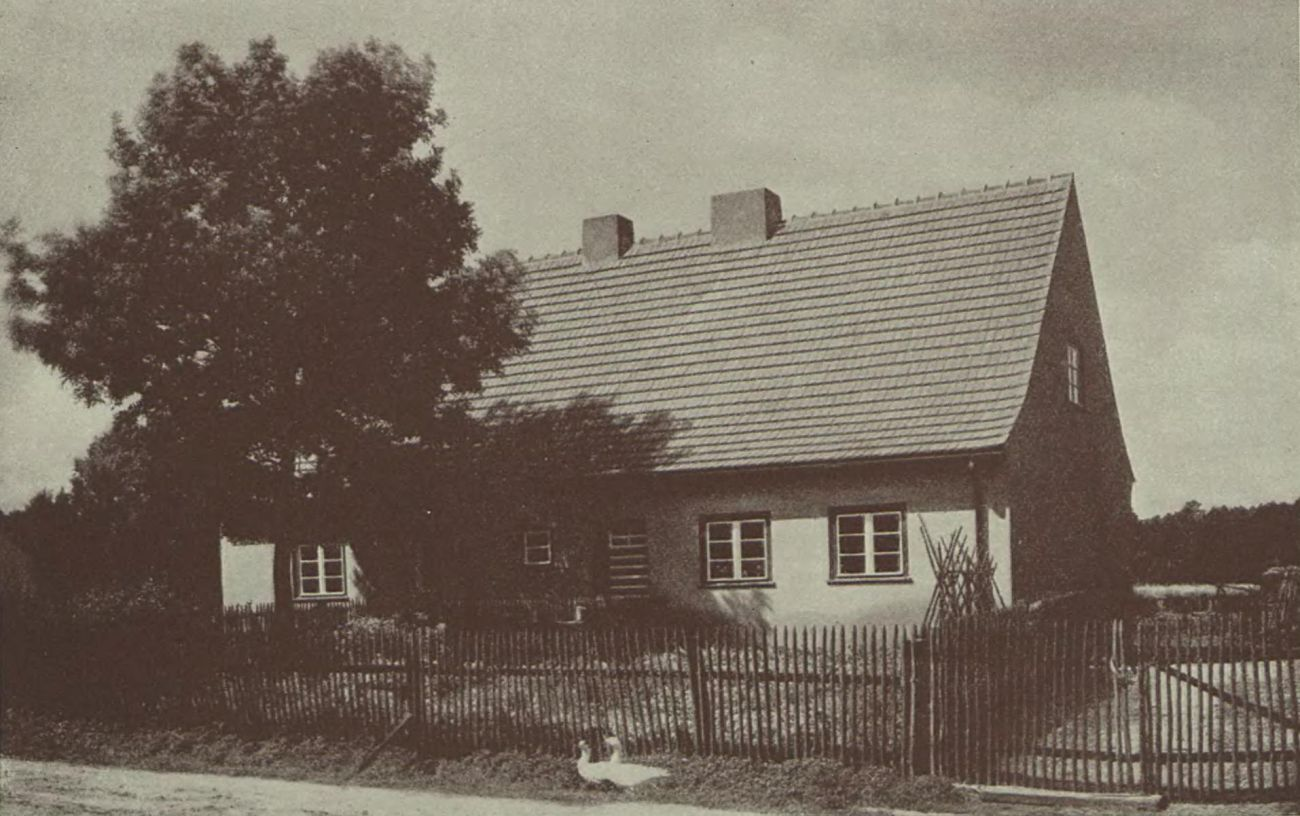
Landarbeiterhaus in Süßenrode, um 1930

Bei der Volksabstimmung in Oberschlesien am 20. März 1921 stimmte man in Süßenrode mit 219 Stimmen einstimmig für den Verbleib bei Deutschland, wo der Ort auch verblieb.
Nach dem Zweiten Weltkrieg wurde das Dorf in Młodnik umbenannt, unter polnische Verwaltung gestellt und der Woiwodschaft Schlesien angeschlossen. 1950 kam der Ort zur Woiwodschaft Oppeln und 1999 zum wiedergegründeten Powiat Opolski. Seit März 2009 sind die deutschen Ortsnamen in der zweisprachigen Gemeinde Murow zusätzlich amtlich.

### Einwohnerentwicklung
Die Einwohnerzahlen von Süßenrode:
| Jahr | Einwohner |
| ---- | --------- |
| 1784 | 70        |
| 1817 | 149       |
| 1830 | 184       |
| 1844 | 314       |
| 1855 | 311       |

| Jahr | Einwohner |
| ---- | --------- |
| 1861 | 294       |
| 1910 | 272       |
| 1933 | 239       |
| 1939 | 231       |

## Wappen

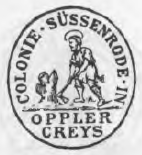
Altes Siegel der Gemeinde

Alte Siegel und Stempel des Ortes zeigen einen Mann mit einem Heiligenschein und einer Axt beim Roden eines Baumstumpfs. Bei dem Heiligen könnte es sich um Bonifatius handeln. Somit nimmt es Bezug auf den Ortsnamen.